# Олімпійська збірна Шрі-Ланки з футболу
Олімпійська збірна Шрі-Ланки з футболу (англ. Sri Lanka national under-23 football team) — команда, яка представляє Шрі-Ланку на Олімпійських іграх в дисципліні «футбол», а також на молодіжному чемпіонаті Азії. Збірна вигравала бронзові нагороди на Південноазійських іграх 2004 року та на Лусофонських іграх 2014. Олімпійська збірна Шрі-Ланки виграла срібні нагороди Південноазійських ігор 2006, це перші срібні гаороди країни на міжнародних змаганнях.
Шрі-Ланка не має офіційної олімпійської збірної країни. До 2013 року збірна Шрі-Ланки виступала в кваліфікації Олімпійських ігор та інших міжнародних турнірах. Протягом своєї історії Шрі-Ланка жодного разу ще не була представлена у фінальній частині олімпійського футбольного турніру.

## Історія
Через велику популярність крикету на Шрі-Ланці, футбол не має численної кількості вболівальників. Проте футбол почав завойовувати популярність серед ланкійської молоді, в результаті чого була створена олімпійська збірна країни. У 2010-х роках збірна Шрі-Ланки виступала на різноманітних футбольних турнірах. На цих турнірах вона вигравала срібні та бронзові нагороди.
10-й розіграш Південноазійських ігор проходив на Шрі-Ланці в 2006 році. У футбольному турінірі збірна країни-господаря на груповому етапі змагалася зі збірними Пакитсану, Бутану та Мальдів U-23. Шрі-Ланка обіграла Бутан та Мальдіви, в півфіналі в серії післяматчевих пенальті обіграла Індію та кваліфікувалася до фіналу. Проте у вирішальному матчі поступилася Пакистану й отримала срібні нагороди. У 2004 році ланкійці виграли бронзові нагороди цього турніру.
Шрі-Ланка брала участь у кваліфікації Чемпіонату АФК U-23 як недосвідчена футбольна команда і не змогла виграти жодного матчу. Вона зіграла в нічию у поєдинку проти Палестини U-23, відзначившись дебютним голом на великих футбольних турнірів у віковій категорії U-23. Також зіграли в нічию з Пакистаном, проте поступилися сильнішій та досвідченішій збірній Сирії U-23 (0:4). У п'ятому поєдинку на турнірі поступилися Саудівській Аравії (0:7), зазнавши найбільшої поразки на турнірі. В своєму останньому поєдинку на турнірі ланкійці поступилися Киргизистану (0:5), й таким чином не зуміли кваліфікуватися для участі в першому розіграші Чемпіонату Азії U-23.
Турнір чемпіонату Палестини був організований Палестинською футбольною асоціацією, яка запросила національні команди U-23 Палестини, Шрі-Ланки, Пакистану та Йорданії. Шрі-Ланка зіграла на турнірі й програла всі три матчі, не зумівши при цьому відзначитися жодним голом.
Національна футбольна збірна Шрі-Ланки U-23 взяла участь у Лусофонських іграх 2014. Ланкійці вийшли до півфіналу турніру, перемігши Макао і зігравши внічию з Сан-Томе і Принсіпі. У півфіналі Шрі-Ланка поступилася Мозамбіку 0:1 і завоювала бронзові нагороди у поєдинку проти Макао (3:0). Вперше в історії збірна Шрі-Ланки посіла найвищі місця на головних футбольних турнірах.
Шрі-Ланка виступала кваліфікації чемпіонату АФК U-23 2016 з національними командами U-23 з Об'єднаних Арабських Еміратів (ОАЕ), Ємену та Таджикистану. Ланкійці програли в перших двох матчах проти ОАЕ та Ємену (0:4 та 0:5 відповідно). Поступилися також Таджикистану (1:5) та посіли останнє місце в групі. На цьому турнірі Шрі-Ланка відзначилася лише одним голом. Після поразки у всіх трьох поєдинках, ланкійці не зуміли кваліфікуватися до Олімпійського футбольного турніру 2016.

## Досягнення
- Лусофонські ігри
  -  Бронзовий призер (1): 2014
- Південноазійські ігри
  -  Срібний призер (1): 2006
  -  Бронзовий призер (1): 2004

## Статистика виступів

### Олімпійські ігри
| Фін. ч. Олімпійських ігор | Фін. ч. Олімпійських ігор | Фін. ч. Олімпійських ігор | Фін. ч. Олімпійських ігор | Фін. ч. Олімпійських ігор | Фін. ч. Олімпійських ігор | Фін. ч. Олімпійських ігор | Фін. ч. Олімпійських ігор | Фін. ч. Олімпійських ігор |    | Квал. Олімпійських ігор | Квал. Олімпійських ігор | Квал. Олімпійських ігор | Квал. Олімпійських ігор | Квал. Олімпійських ігор | Квал. Олімпійських ігор |
| Господар/рік              | Результат                 | Іг                        | В                         | Н                         | П                         | ЗМ                        | ПМ                        | РМ                        | Іг | В                       | Н                       | П                       | ЗМ                      | ПМ                      |                         |
| ------------------------- | ------------------------- | ------------------------- | ------------------------- | ------------------------- | ------------------------- | ------------------------- | ------------------------- | ------------------------- | -- | ----------------------- | ----------------------- | ----------------------- | ----------------------- | ----------------------- | ----------------------- |
| 2016                      | не кваліфікувалася        | не кваліфікувалася        | не кваліфікувалася        | не кваліфікувалася        | не кваліфікувалася        | не кваліфікувалася        | не кваліфікувалася        | не кваліфікувалася        | 3  | 0                       | 0                       | 3                       | 1                       | 14                      |                         |
| 2020                      | -                         | -                         | -                         | -                         | -                         | -                         | -                         | -                         | -  | -                       | -                       | -                       | -                       | -                       |                         |
| Загалом                   | 0/2                       | -                         | -                         | -                         | -                         | -                         | -                         | -                         | 3  | 0                       | 0                       | 3                       | 1                       | 14                      |                         |

- Під час відбору до Олімпійських ігор 2016, у кваліфікації виступала головна збірна країни.

### Чемпіонат АФК U-23
| Фін. ч. Чемпіонату АФК U-22 | Фін. ч. Чемпіонату АФК U-22 | Фін. ч. Чемпіонату АФК U-22 | Фін. ч. Чемпіонату АФК U-22 | Фін. ч. Чемпіонату АФК U-22 | Фін. ч. Чемпіонату АФК U-22 | Фін. ч. Чемпіонату АФК U-22 | Фін. ч. Чемпіонату АФК U-22 | Фін. ч. Чемпіонату АФК U-22 |    | Кв. Чемпіонату АФК U-22 | Кв. Чемпіонату АФК U-22 | Кв. Чемпіонату АФК U-22 | Кв. Чемпіонату АФК U-22 | Кв. Чемпіонату АФК U-22 | Кв. Чемпіонату АФК U-22 |   |
| Господарі/Рік               | Результат                   | Іг                          | В                           | Н                           | П                           | ЗМ                          | ПМ                          | РМ                          | Іг | В                       | Н                       | П                       | ЗМ                      | ПМ                      |                         |   |
| --------------------------- | --------------------------- | --------------------------- | --------------------------- | --------------------------- | --------------------------- | --------------------------- | --------------------------- | --------------------------- | -- | ----------------------- | ----------------------- | ----------------------- | ----------------------- | ----------------------- | ----------------------- | - |
| 2013                        | не кваліфікувалася          | не кваліфікувалася          | не кваліфікувалася          | не кваліфікувалася          | не кваліфікувалася          | не кваліфікувалася          | не кваліфікувалася          | не кваліфікувалася          | 5  | 0                       | 2                       | 3                       | 1                       | 17                      |                         |   |
| 2016                        | не кваліфікувалася          | не кваліфікувалася          | не кваліфікувалася          | не кваліфікувалася          | не кваліфікувалася          | не кваліфікувалася          | не кваліфікувалася          | не кваліфікувалася          | 3  | 0                       | 0                       | 3                       | 1                       | 14                      |                         |   |
| [2018                       | -                           | -                           | -                           | -                           | -                           | -                           | -                           | -                           | -  | -                       | -                       | -                       | -                       | -                       | -                       | - |
| Загалом                     | 0/2                         | -                           | -                           | -                           | -                           | -                           | -                           | -                           | 8  | 0                       | 2                       | 6                       | 2                       | 31                      |                         |   |

### Південноазійські ігри
| Рік     | Господар  | Міс.    | Ін | В | Н | П | ЗМ | ПМ |
| ------- | --------- | ------- | -- | - | - | - | -- | -- |
| 2004    | Пакистан  | 3/7     | 4  | 3 | 0 | 1 | 2  | 0  |
| 2006    | Шрі-Ланка | 2/8     | 5  | 4 | 0 | 1 | 6  | 3  |
| 2010    | Бангладеш | 5/8     | 3  | 1 | 1 | 1 | 1  | 2  |
| 2016    | Індія     | 5/6     | 2  | 1 | 0 | 1 | 2  | 3  |
| Загалом | Загалом   | Загалом | 14 | 9 | 1 | 4 | 11 | 8  |

- Під час проведення Південноазійських ігор 2004, на турнірі виступала головна збірна країни.

## Склад
| 1  | ВР | Прабатх Арунасірі     |                            | 2 | 0 | Шрі-Ланка |  |  |
| 12 | ВР | Дханушка Ражапакша    |                            | 2 | 0 | Шрі-Ланка |  |  |
| 22 | ВР | Мохамед Узман         |                            | 0 | 0 | Шрі-Ланка |  |  |
|    |    |                       |                            |   |   |           |  |  |
| 3  | ЗХ | Асікур Рахуман        | 31 грудня 1993 (31 рік)    | 7 | 0 | Пеліканс  |  |  |
| 17 | ЗХ | Суніл Рошан           |                            | 2 | 0 | Шрі-Ланка |  |  |
| 21 | ЗХ | Шанака Віжесінгха     | 26 грудня 1992 (32 роки)   | 1 | 0 | Шрі-Ланка |  |  |
| 2  | ЗХ | Ошад Перера           |                            | 0 | 0 | Шрі-Ланка |  |  |
| 6  | ЗХ | Шаміра Де Сілва       |                            | 1 | 0 | Шрі-Ланка |  |  |
| 13 | ЗХ | Мохамед Ніфрас        |                            | 2 | 0 | Шрі-Ланка |  |  |
| 7  | ЗХ | Чатуранга Мадушан     | 16 листопада 1993 (31 рік) | 8 | 0 | Армі      |  |  |
| 18 | ЗХ | Тхарінду Лакмал       |                            | 2 | 0 | Шрі-Ланка |  |  |
| 20 | ЗХ | Чаміра Сажитх         |                            | 2 | 0 | Шрі-Ланка |  |  |
|    |    |                       |                            |   |   |           |  |  |
| 4  | ПЗ | Сагаям Годвін         | 10 грудня 1994 (30 років)  | 3 | 0 | Шрі-Ланка |  |  |
| 5  | ПЗ | Мохамед Різхан        |                            | 2 | 0 | Шрі-Ланка |  |  |
| 7  | ПЗ | Мохамед Кассім        |                            | 3 | 0 | Шрі-Ланка |  |  |
| 10 | ПЗ | Дхананжу Мадушан (К)  |                            | 3 | 0 | Шрі-Ланка |  |  |
| 14 | ПЗ | Мохамед Разван        |                            | 1 | 0 | Шрі-Ланка |  |  |
| 16 | ПЗ | Хасан Даршака         |                            | 3 | 0 | Шрі-Ланка |  |  |
| 21 | ПЗ | Шанака Віжесена       |                            | 1 | 0 | Шрі-Ланка |  |  |
| 9  | ПЗ | Зарван Жохар          | 15 лютого 1996 (29 років)  | 8 | 4 | Реновн    |  |  |
| 45 | ПЗ | Мохамед Шираз Завахір |                            | 0 | 0 | Шрі-Ланка |  |  |
|    |    |                       |                            |   |   |           |  |  |
| 8  | НП | Удара Гамаж           |                            | 1 | 0 | Шрі-Ланка |  |  |
| 9  | НП | Прадіб Родріго        |                            | 1 | 0 | Шрі-Ланка |  |  |
| 11 | НП | Ікбал Гумаід          |                            | 0 | 0 | Шрі-Ланка |  |  |
| 19 | НП | Жанітх Пумал          |                            | 1 | 0 | Шрі-Ланка |  |  |